# 微小重盘吸虫
微小重盘吸虫（学名：Diplodiscus minutus）为重盘科重盘属的动物。在中国大陆，分布于北京等地，营寄生生活，宿主黑斑蛙以及寄生于肠。该物种的模式产地在北京。
其种加词“minutus”意为“微小的”。